# Søgemaskineoptimering
Søgemaskineoptimering (forkortes: SEO, fra engelsk Search Engine Optimization) er processen eller titel på en person der har potentielt til at gøre en hjemmeside bedre til søgemaskiner. Søgemaskiner som Google, Bing, og Yahoo rangerer hjemmesider ud fra bl.a. relevante søgeord og -fraser, der matcher det behov som brugerne søger efter online.
SEO bygger dels på hvordan søgemaskiner virker, søgemaskinens algoritme, og dels på hvad og hvordan brugerne søger. Eftersom søgemaskiner løbende forbedrer algoritmen, for at imødekomme en bedre brugeroplevelse, er arbejde med SEO en proces der i henhold til de nyeste opdateringer, tendenser, metoder og best-practices i branchen.
Søgemaskineoptimering indeholder flere forskellige discipliner i sig selv - alt afhængig af branchen og målgruppen, kan det være relevant at rangere i billedsøgninger, videosøgninger eller et helt tredje sted.
Søgemaskineoptimering kan deles op i to store kategorier, den første er On-Page Søgemaskineoptimering, som er optimering på selve hjemmesiden, mens den anden del er Off-Page Søgemaskineoptimering, som er den eksterne optimering herunder Linkbuilding.
Arbejdet med søgemaskineoptimering er en proces, hvor der løbende implementeres optimeringstests, hvorefter der indsamles data til at evaluere på optimeringerne, som vil danne grundlag for nye optimeringstests.
Derfor er det er også i høj grad vigtigt, at have viden om tendenser indenfor søgninger - hvilke ord, sætninger og udtryk folk bruger, når de søger og hvilke kriterier får folk til at klikke ind på bestemte hjemmesider og ignorere andre.
En placering i et søgeresultat aldrig er statisk. Søgeresultatet ændrer sig løbende, dels på grund af algoritmeændringer og dels på grund af ændringer der sker de websites, der er i søgeresultatet. Derudover kan søgeresultatet være forskelligt fra person til person afhængig af geografi, enhed (desktop, mobil, tablet) samt tidligere søgehistorik.
Søgemaskineoptimering er en del af SEM, som står for Search Engine Marketing. SEM omfatter brug af både søgemaskineoptimering og online markedsføring, såsom betalte søgninger, f.eks.Google Adwords annoncering.
Der er mange forskellige parameter, som afgør om en hjemmeside kommer højt op i rangeringer eller ej. Nogle af de vigtigste parameter er:
- Hjemmesidens mulighed for at blive crawlet, læst og indekseret af søgerobotterne
- Hjemmesidens indhold
- Hjemmesidens mobil venlighed (Google har skiftet over til mobile-first indeksering, som betyder, at Google bruger mobile versioner af hjemmesider, når de crawler internettet for at finde og indeksere hjemmesider. Derfor er det vigtigere end nogensinde før, at hjemmesider er mobilvenlig)
- Hjemmesidens hastighed - jo hurtigere hjemmesiden er, jo bedre. Det skaber en bedre brugeroplevelse og det er noget søgemaskinerne værdsætter højt
- Brugeradfærd som Click Through rate (CTR), Bouncerate/Pogo-Sticking, Time On Page, Time On Site

## On-page optimering
On-page søgemaskineoptimering inkluderer alle de opgaver, som skal gøres på hjemmesiden for at hjemmesidens evne til at blive fundet. On-page søgemaskineoptimering kan endvidere opdeles i to kategorier: Det tekniske og det redaktionelle.
Inden for det tekniske arbejdes der bl.a. med sidens evne til at blive crawlet og indekseret, samt med sidens hastighed, sikkerhed og redirects.
Inden for det redaktionelle arbejdes der særligt med sidens indhold. Søgemaskinerne elsker kvalitetsindhold og jo mere af det er der på hjemmesiden jo bedre. Det betyder, at man skal investere tid og energi i gode kategori- og produktbeskrivelser eller gode værdiskabende artikler, sørge for at interne links herunder en god navigation binder siderne godt sammen. Endelig er brugervenligheden også vigtig. Det kan eksempelvis være at minimere brugen af pop-ups, sikre at det vigtigste indhold vises først og at siden er nem at bruge.
Søgemaskinerne bruger mange parametre for at vurdere sidens indhold og kvalitet, men hvis søgemaskinerne kan se, at brugerne bruger tid på hjemmesiden, læser teksterne og navigerer rundt, signalerer det til søgemaskinerne, at brugerne finder indholdet relevant og interessant. Hvis brugerne bliver på hjemmesiden og interagerer med den, vil søgemaskinerne placere hjemmesiden højere i søgeresultaterne, end f.eks. en hjemmeside, som brugerne forlader indenfor et par sekunder.
Når man taler om On-Page Optimering af en hjemmeside er der mange forskellige ting der skal optimeres. Det er blandt andet meta-titel, meta beskrivelse, dit URL og teksten på siden. Alle disse fire skal være relevante for det søgeord du ønsker at rangere højere i søgemaskinerne. Skal du for eksempel optimere mod "Køb Sko" er det vigtigt at dette ord indgår alle fire steder.

### Google Rankbrain
Rankbrain blev i oktober 2015 bekræftet som værende en del af Googles nyere algoritmer. Google har selv udtalt, at rankbrain anses som værende den tredje vigtigste rankingfaktor. Rankbrain er Googles måde at håndtere store mængder data. Der bruges kunstig intelligens til at måle på forbrugerens interaktion, og Google bruger herefter disse data til at bestemme hvilke sider, der skal ligge øverst. Et eksempel kunne være en søgning på Google, hvor at Rankbrain kan se, at artiklen på placering nr. 8 får langt flere klik end den på placering nr. 2, samt at besøgende på det site forbliver på sitet længere tid. Dette ser Rankbrain som et klart tegn på, at artiklen på placering nr. 8 er mere relevant, og den vil derfor rykke op i søgeresultaterne.[kilde mangler]

### Google BERT
I Oktober 2019 lancerede Google deres BERT algoritme. Pointen med denne algoritme opdatering er, at Google nu via BERT nemmere kan forstå meningen bag ved brugerens søgning. Dette skal give mere relevante resultater, og Google mener at dette vil have indflydelse på 10% af de nuværende søgninger. Google begyndte at rulle BERT opdateringen ud d. 21 oktober for alle engelsk sprogede søgninger og i fremtiden vil BERT blive rullet ud på alle sprog. Der er dog ingen tidslinje for hvornår den er implementeret i alle lande.

#### Hvad er BERT?
BERT står for Bidirectional Encoder Representations from Transformers og er en neural-netværk teknik til at bearbejde naturligt sprog. På dansk betyder det, at Google nemmere kan forstå konteksten bag din søgning. Et eksempel vil være, at hvis du søger på homograf-ord vil Google selv kunne finde ud af hvilken betydning du mener.

## Off-page optimering
Som off-site søgemaskineoptimering klassificeres alle de aktiviteter, som ikke laves direkte på den hjemmeside, det drejer sig om. Den mest udbredte måde at lave off-site optimering på er ved hjælp af linkbuilding.
Linkbuilding betyder, at der bliver arbejdet på at bygge eller skaffe indgående links til hjemmesiden. Der er mange forskellige måder at lave linkbuilding på. Den mest udbredte måde at få indgående links på, er at bruge såkaldte Splogs (Spamblogs) eller PBNs (Private Blog Networks). Det er sider, som er bygget kun med formål til at linke til andre hjemmesider. Dette er selvfølgelig i mod Googles og andre søgemaskiners retningslinjer.
At lave PBN's for at linke til andre sider er i stride med Googles retningslinjer, men kan også være en overtrædelse af dansk markedsføringslov, da det skal fremgå af bloggen, hvis der er tale om sponsoreret link. En spamblog kan være strafbart i følge dansk lov, både for SEO-bureauet, som udfører det, og for firmaet der køber disse links af SEO-bureauet.
Metoder som ikke er mod Googles retningslinjer er, at arbejde med content marketing, media outreach og digital pr. Her laves indhold på hjemmesiden, som er så interessant, at andre vil linke til det på baggrund af en redaktionel beslutning. En anden metode der har vundet meget omtale er at lave værktøj som f.eks. en låneberegner, da et godt og velbygget online værktøj hurtigt kan skabe mange indgående links.
En stærkt linkprofil af indgående links til hjemmesiden signalerer til søgemaskinerne, at den giver værdi til de besøgende. Søgemaskinerne ser indgående links til hjemmesiden som anbefalinger og derfor kommer den til at rangere bedre i søgemaskinerne, hvis den har en stærk profil af backlinks.
Det er dog værd at huske, at det vil have den modsatte effekt, hvis der købes store mængder af indgående links til hjemmesiden. Køb af links klassificeres som Black-Hat SEO. Der er mange metoder, som har gennem tiden blevet brugt til SEO manipulation. Nogle af disse Black-Hat SEO taktikker er:
- Link manipulation (f.eks. køb af links via Splogs og PBNs)
- Keyword stuffing
- Doorway Pages
- Duplicate Content og mange flere

## Begreber & værktøj til Søgemaskineoptimering
- Onpage Søgemaskineoptimering
- Offpage Søgemaskineoptimering
- Organisk søgning
- CTR (click through rate)
- SERP (Søgeresultatside)
- Ankertekst (Anchors)
- Ranking faktor
- PageRank (PR)
- Content marketing
- Linkbuilding (Tilhører Offpage Søgemaskineoptimering)
- Meta tags (Ikke længere anvendt)
- Title
- Meta description
- Headings
- Robots.txt (Fil)
- No index
- NoFollow / DoFollow
- Citation building
- Conversion rate optimization (CRO)
- UX & User signals
- Clickthrough rate (CTR)
- Technical audit
- Redirects
- User engagement
- Hastighed (Test det af i Google PageSpeed Insights)
- Søgeord (Keywords)
- Google Search Console
- Rankbrain

## Hvorfor er SEO vigtigt
Hver dag bliver der foretaget milliarder af søgninger på diverse søgemaskiner. Gode positioner i søgeresultaterne betyder flere besøgende og flere konverteringer. For at et brand kan nå ud til interessenter er det vigtigt, at det er synligt i søgeresultaterne.
Studier har vist at det første resultat på Google opnår 32,5% af alle klik, nummer to får 17,6% af alle klik hvorimod det syvende kun opnår 3,5% af klik. Et andet studie har påvist at 91% af Googles bruger aldrig går videre fra side et.[kilde mangler]